# Парщиці
Парщиці (пол. Parszczyce) — село в Польщі, у гміні Крокова Пуцького повіту Поморського воєводства.
У 1975-1998 роках село належало до Гданського воєводства.